# De Havilland Hyena
El De Havilland DH.56 Hyena fue un prototipo británico de avión de cooperación con el ejército de la década de 1920. El Hyena, un biplano monomotor, fue diseñado según un requerimiento de la RAF, pero no tuvo éxito y sólo se construyeron dos ejemplares, siendo preferido el Armstrong Whitworth Atlas.

## Diseño y desarrollo
El DH.56 Hyena fue desarrollado para cubrir los requisitos de la Especificación 30/24 del Ministerio del Aire por un avión de cooperación con el Ejército para equipar a la Real Fuerza Aérea británica. Fue un desarrollo del anterior DH.42B Dingo II de De Havilland y, al igual que el mismo, era un monomotor biplano de dos vanos que transportaba a dos tripulantes. Estaba armado con una ametralladora Vickers de fuego frontal y una ametralladora Lewis operada por el observador. Debajo del fuselaje se instaló un gancho para recoger mensajes, mientras que el avión también estaba equipado para realizar fotografías, corrección de artillería, lanzamiento de suministros y bombardeo.
El primer Hyena voló el 17 de mayo de 1925, propulsado por un motor radial Armstrong Siddeley Jaguar III de 287 kW (385 hp). Con este motor no tenía suficiente potencia y rápidamente se le cambió el motor por un Jaguar IV de 315 kW (422 hp) antes de que fuera presentado a las pruebas oficiales (contra los requisitos de la Especificación 20/25, que había reemplazado a la 30/24). Los dos prototipos del Hyena fueron probados contra otros competidores por órdenes de la RAF, el Armstrong Whitworth Atlas, el Bristol Bloodhound y el Vickers Vespa, incluyendo una evaluación de campaña con el Escuadrón N.º 4 de la RAF. Se encontró que el manejo cerca del suelo era difícil, con una mala visibilidad desde la cabina, y los encargos fueron para el Atlas, mientras que el Hyena fue abandonado y se utilizó para realizar pruebas en el Royal Aircraft Establishment, Farnborough, hasta 1928.

## Especificaciones (motor Jaguar IV)
Referencia datos: De Havilland Aircraft since 1909 

### Características generales
- Tripulación: Dos (piloto y observador)
- Longitud: 9,1 m (29,8 ft)
- Envergadura: 13,1 m (43 ft) (superior); 12,63 m (inferior)
- Altura: 3,3 m (10,8 ft)
- Superficie alar: 39,1 m² (421,3 ft²)
- Peso vacío: 1088 kg (2398 lb)
- Peso máximo al despegue: 1905 kg (4198,6 lb)
- Planta motriz: 1× motor radial de 14 cilindros refrigerado por aire Armstrong Siddeley Jaguar IV.
  - Potencia: 315 kW (434 HP; 428 CV)
- Hélices: Bipala de paso fijo de madera
- Capacidad de combustible: 450 L[2]

### Rendimiento
- Velocidad máxima operativa (Vno): 210 km/h (130 MPH; 113 kt)
- Techo de vuelo: 5860 m (19 226 ft) [1]
- Tiempo a altitud: 13 min 24 s para 3000 m (10 000 pies)[1]

### Armamento
- Ametralladoras: 

  - 1x Vickers de 7,7 mm frontal fija
  - 1x Lewis de 7,7 mm flexible en anillo Scarff en cabina trasera
- Bombas: 4 ligeras bajo el ala de babor

## Aeronaves relacionadas

### Desarrollos relacionados
- De Havilland Dingo

### Aeronaves similares
- Armstrong Whitworth Atlas
- Bristol Boarhound
- Vickers Vespa

### Secuencias de designación
- Secuencia DH._ (interna de De Havilland): ← DH.53 - DH.54 - DH.55 - DH.56 - DH.57 - DH.58 - DH.59 →